# Ṛta
Ṛta, rta of rita (Sanskriet: ऋत, orde, waarheid) is volgens de Rigveda het principe van de natuurlijke orde in het universum, de orde van de offers (yajna) en de morele orde waaraan mensen zich moeten houden. Volgens enkele hymnen zouden  Indra en Varuna de hoeders zijn van rta.
Het heeft overeenkomsten met het zoroastrische asha en werd in latere Veda's steeds meer overschaduwd door dharma en karma.